# Lucien Aimar
Pour les articles homonymes, voir Aimar.

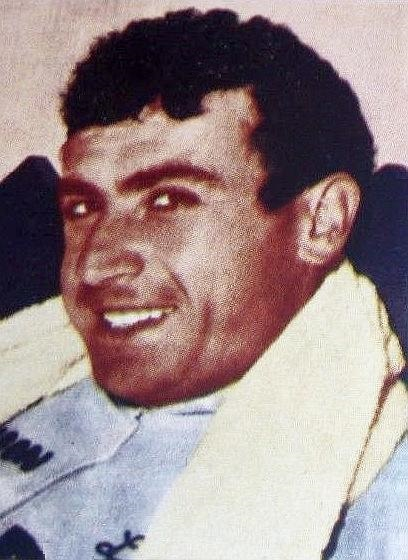
Lucien Aimar en 1966.

Lucien Aimar, né le 28 avril 1941 à Hyères dans le Var, est un coureur cycliste français.
Il remporte le Tour de France 1966 et le championnat de France sur route en 1968.

## Carrière amateur
Lucien Aimar fut l'un des amateurs cyclistes français les plus brillants, participant notamment aux Jeux olympiques de Tokyo en 1964. 
Deux mois plus tôt, il avait terminé à la 2e place du Tour de France de l'Avenir, à 42 secondes de l'Italien Felice Gimondi, ayant fait l'objet auparavant d'une pénalisation d'une minute infligée à la suite d'une altercation avec un coureur belge, Joseph Spruyt. 

## Carrière professionnelle

### 1965
Il passe professionnel en 1965 dans l'équipe Ford-Gitane au sein de laquelle courait Jacques Anquetil. Lucien Aimar devient rapidement l'un des grands espoirs du directeur sportif Raphaël Géminiani. Ses débuts dans le Tour de France sont marqués par un abandon dramatique dans l'ascension de l'Aubisque, au cours de la 9e étape, victime d'une insolation.

### 1966

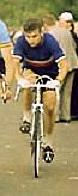
Aimar en 1966 (Nürburgring).

Sa saison 1966 fut brillante : vainqueur de Gênes-Nice en début de saison, il termina 2e de la Flèche wallonne et surtout remporta le Tour de France. Cette année-là, une première échappée, dans l'étape menant à Pau, et passant par le col de l'Aubisque, lui permet de prendre 7 min 15 s d'avance sur les principaux favoris. Une seconde échappée, vers Turin, grâce à ses talents de descendeur, lui offre le maillot jaune à l'issue de la 17e étape. Un maillot de leader qu'il conserve jusqu'à la fin, préservant un avantage de 1 min 7 s sur le Néerlandais Jan Janssen et sur Raymond Poulidor. Sélectionné pour le championnat du monde couru sur le Nürburgring en Allemagne, Aimar termine à une très honorable 9e place, ayant toutefois encouru le reproche d'avoir ramené le futur vainqueur, l'Allemand Rudi Altig sur un groupe d'échappés au sein duquel se trouvait son coéquipier Jacques Anquetil, qui finit à la deuxième place.

### 1967
En 1967, toujours coéquipier de Jacques Anquetil au sein de l'équipe Bic, Aimar remporte les Quatre Jours de Dunkerque, la course de côte du mont Faron, avant de terminer 7e d'un Tour d'Italie effectué au service d'Anquetil. Sélectionné pour le Tour de France au sein de l'équipe nationale, comme leader au même titre que Poulidor et Roger Pingeon, il remporte la 8e étape au sommet du ballon d'Alsace, avant de jouer le jeu d'équipe en faveur de Pingeon et de terminer l'épreuve à la 6e place. Sur sa lancée du Tour de France, il termine à la 2e place le championnat de France couru à Felletin (Creuse) derrière le Breton Désiré Letort qui sera par la suite déclassé pour dopage.

### 1968
Pour la saison 1968, alors que Jacques Anquetil s'approche doucement de la retraite, Lucien Aimar conforte sa place de leader au sein du groupe Bic. Il jette son dévolu sur le Tour d'Espagne qu'il ne termine qu'à la 9e place, l'épreuve étant remportée par Felice Gimondi. Pour le Tour de France, il décline sa sélection en équipe nationale, préférant un statut de leader unique au sein de l'équipe de France « B ». Aimar termine ce tour à la 7e place, son fait d'armes le plus remarquable étant une place de 2e dans l'étape de la Chartreuse, derrière Roger Pingeon détaché. Aimar prendra sa revanche en août dans le championnat de France, couru sur un circuit très sélectif à Aubenas (Ardèche). Auteur d'une longue échappée avec Roger Pingeon, il devance celui-ci au sprint, endossant ainsi pour un an le maillot tricolore qui lui avait été refusé l'année précédente.

### 1969

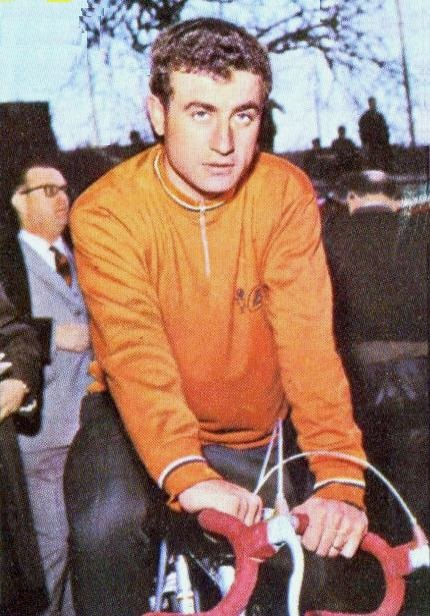
Lucien Aimar en 1969.

1969 voit le renforcement de l'équipe Bic qui accueille notamment le vainqueur du Tour de France Jan Janssen, dont le groupe « Pelforth » a été dissous, et l'Espagnol José Pérez Francés. Aimar bénéficie, quant à lui, de l'apport du Grassois Gilbert Bellone. 1969 sera une année difficile pour Aimar, qui peine à trouver son poids de forme. Un mois de suspension pour dopage lui ferme la possibilité de courir le Tour d'Espagne. Il perd son maillot tricolore en juin au profit de Raymond Delisle et son tour de France sera désastreux, à l'image de celui de son équipe Bic. Défaillant dans les Alpes, il termine à une modeste 30e place, bien loin du grand vainqueur Eddy Merckx. Déçu par l'équipe, le directeur sportif Raphaël Geminiani s'est arrêté chez lui à Clermont-Ferrand, sans accompagner ses coureurs jusqu'à Paris…

### 1970
En 1970, l'équipe Bic se restructure autour de Luis Ocaña, drivé par Maurice De Muer, Lucien Aimar rejoint la jeune formation « Sonolor Lejeune » dirigée par Jean Stablinski dont il devient un des leaders, aux côtés de Lucien Van Impe et Bernard Guyot. Aimar sauve sa saison en remportant le critérium de la Polymultipliée au cours de laquelle Merckx termine à une place modeste. Dans le Tour de France, c'est Lucien Van Impe, grâce à ses talents de grimpeur, qui s'affirme le leader de l'équipe Sonolor, Aimar terminant à la 17e place. Aimar a prévu de se réhabiliter en courant le mythique « Bordeaux-Paris » qu'il termine courageusement à la 2e place, loin derrière l'inaccessible Herman Van Springel qui signe la première de ses 7 victoires dans le « derby de la route ».

### 1971
En 1971, Aimar est encore sociétaire de Sonolor, mais le leader dans les courses par étapes reste Lucien Van Impe, qui termine le Tour de France à la 3e place en remportant le grand prix de la montagne. Aimar, dont le fait d'armes aura été sa participation à l'échappée fleuve d'Eddy Merckx entre Orcières et Marseille, finit à la 9e place, son meilleur classement depuis 1968.

### 1972

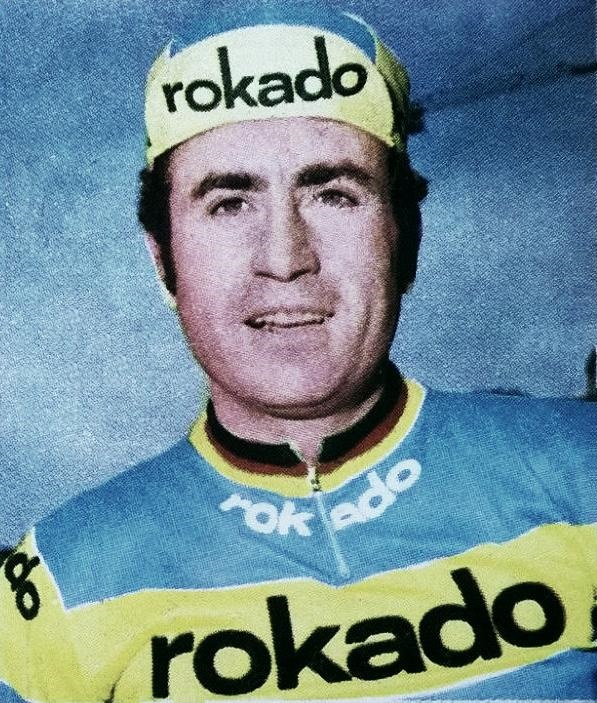
Aimar chez Rokado (1972).

La saison 1972 voit Aimar quitter Sonolor pour intégrer, avec ses compatriotes Gilbert Bellone et Jean Graczyk, le nouveau groupe allemand Rokado, constitué autour de Rolf Wolfshohl et Gerben Karstens. Lucien Aimar disputera son 8e Tour de France consécutif, qu'il terminera, assez éprouvé, à une 17e place très en retrait par rapport à ses performances passées.

### 1973
En 1973, Aimar entreprend sa dernière saison comme leader du nouveau groupe français "de Kova-Lejeune", drivé par Raphaël Géminiani, le directeur sportif de ses débuts. Financé par une danseuse mécène, Myriam de Kova, habillé d'un maillot rose, le groupe ne fera guère parler de lui sur la route. Préparé pour Bordeaux-Paris, qui renaît après deux ans d'interruption, Aimar termine à une modeste 8e place, loin derrière le vainqueur, Enzo Mattioda. Lucien Aimar court son 9e et dernier Tour de France, qu'il finit à la 17e place -pour la 3e fois !-, peu aidé par une équipe assez faible qui aura eu la particularité de fournir les 5 derniers du classement général.
À l'issue du Tour de France, faute de financement et de résultats, le groupe "de Kova" est dissous, et Lucien Aimar arrête le cyclisme de compétition, devenant conseiller technique régional pour la Provence-Côte d'Azur puis organisateur du Tour méditerranéen de sa création en 1974 jusqu'à 2012. En mars 2015, il redevient le propriétaire de l'épreuve après avoir obtenu la résiliation du contrat de vente de l'épreuve à André Martres. Ce dernier n'a versé qu'une partie des 105 000 euros prévus lors de la vente.
Depuis la mort de Federico Bahamontes, en 2023, Aimar est le plus ancien vainqueur vivant du Tour de France.

## Palmarès et résultats

### Palmarès amateur
- 1960
  - 2e de la course de côte de La Turbie
  - 3e du championnat de France sur route amateurs
- 1962
  - Paris-Briare
  - 3e du championnat de France des militaires sur route
- 1963
  - Route de France :
    - Classement général
    - 7eb étape (contre-la-montre)

  - 8e étape du Tour de l'Avenir
  -  Médaillé d'or du contre-la-montre par équipes aux Jeux de l'Amitié
  -  Médaillé d'argent de la course en ligne des Jeux de l'Amitié
  - 2e du championnat de France des sociétés
  -  Médaillé de bronze de la course en ligne des Jeux méditerranéens
  - 3e du championnat de France sur route amateurs
- 1964
  - 1re et 2eb étapes du Tour des Alpes de Provence
  - 3ec étape du Trophée Nice-Matin
  - 2e du Tour de Tunisie
  - 2e du championnat de France des sociétés
  - 2e du Tour de l'Avenir
  - 6e du championnat du monde sur route amateurs

### Palmarès professionnel
| - 1965 - 1reb étape du Tour de France (contre-la-montre par équipes) - 3e de Paris-Camembert - 4e du Critérium du Dauphiné libéré - 1966 - Promotion Pernod - Gênes-Nice - Classement général du Tour de France - 2e de la course de côte du mont Faron - 2e de la Grand Prix de la Bicicleta Eibarresa - 2e de la Flèche wallonne - 3e du Grand Prix du Petit Varois - 3e de l'Escalade de Montjuïc - 5e du Critérium du Dauphiné libéré - 5e du Super Prestige Pernod - 9e du championnat du monde sur route - 1967 - Course de côte du mont Faron (contre-la-montre) - Classement général des Quatre Jours de Dunkerque - 8e étape du Tour de France - 2e du championnat de France sur route - 2e du Manx Trophy - 4e de Paris-Nice - 5e de Paris-Tours - 6e du Tour de France - 7e du Tour d'Italie - 7e du Super Prestige Pernod | - 1968 - Champion de France sur route - Prestige Pernod - 7e de Paris-Nice - 7e du Tour de France - 9e du Tour d'Espagne - 10e du championnat du monde sur route - 1970 - Challenge Yellow - Polymultipliée - 5e étape du Grand Prix du Midi libre - 2e du Critérium national - 2e de Bordeaux-Paris - 5e de Paris-Nice - 1971 - 3e du Rund um den Henninger Turm - 6e de Paris-Nice - 9e du Tour de France - 1972 - 9e des Quatre Jours de Dunkerque - 10e du Tour de Catalogne - 1973 - 5ea étape des Quatre Jours de Dunkerque - 8e de Bordeaux-Paris |  |

### Résultats sur les grands tours

#### Tour de France
9 participations

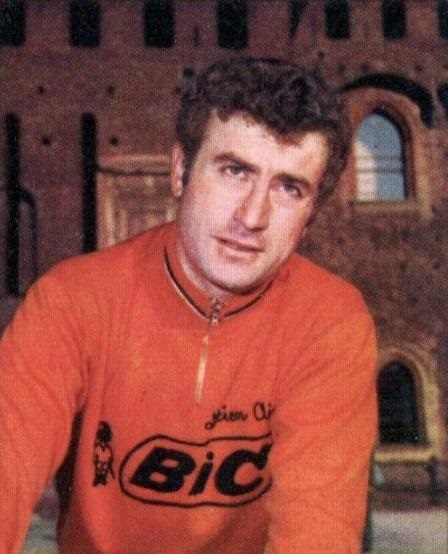
Lucien Aimar en 1968.

- 1965 : abandon (9e étape), vainqueur de la 1reb étape (contre-la-montre par équipes)
- 1966 :  Vainqueur du classement général,  maillot jaune pendant 6 jours
- 1967 : 6e, vainqueur de la 8e étape
- 1968 : 7e
- 1969 : 30e
- 1970 : 17e
- 1971 : 9e
- 1972 : 17e
- 1973 : 17e

#### Tour d'Espagne
2 participations
- 1965 : 11e
- 1968 : 9e

#### Tour d'Italie
1 participation
- 1967 : 7e

## Distinctions
- Chevalier de la Légion d'honneur (2021)
- Médaille d'honneur de la jeunesse et des sports (1966)[6]